# Andreu Jacob
Andreu Jacob Martínez Foglietti (1971 - ), más conocido por Andreu Jacob'', es un músico y compositor español.
Andreu Jacob es un compositor y orquestador catalán afincado en Noruega que destaca en el campo de la investigación musical. Muy polifacético ha desarrollado su trabajo en música clásica, jazz, flamenco y otros campos musicales así como en numerosos medios como televisión, grabaciones de estudio, cine y galas. Aparte de músico es instrumentista, compositor, productor y arreglista.

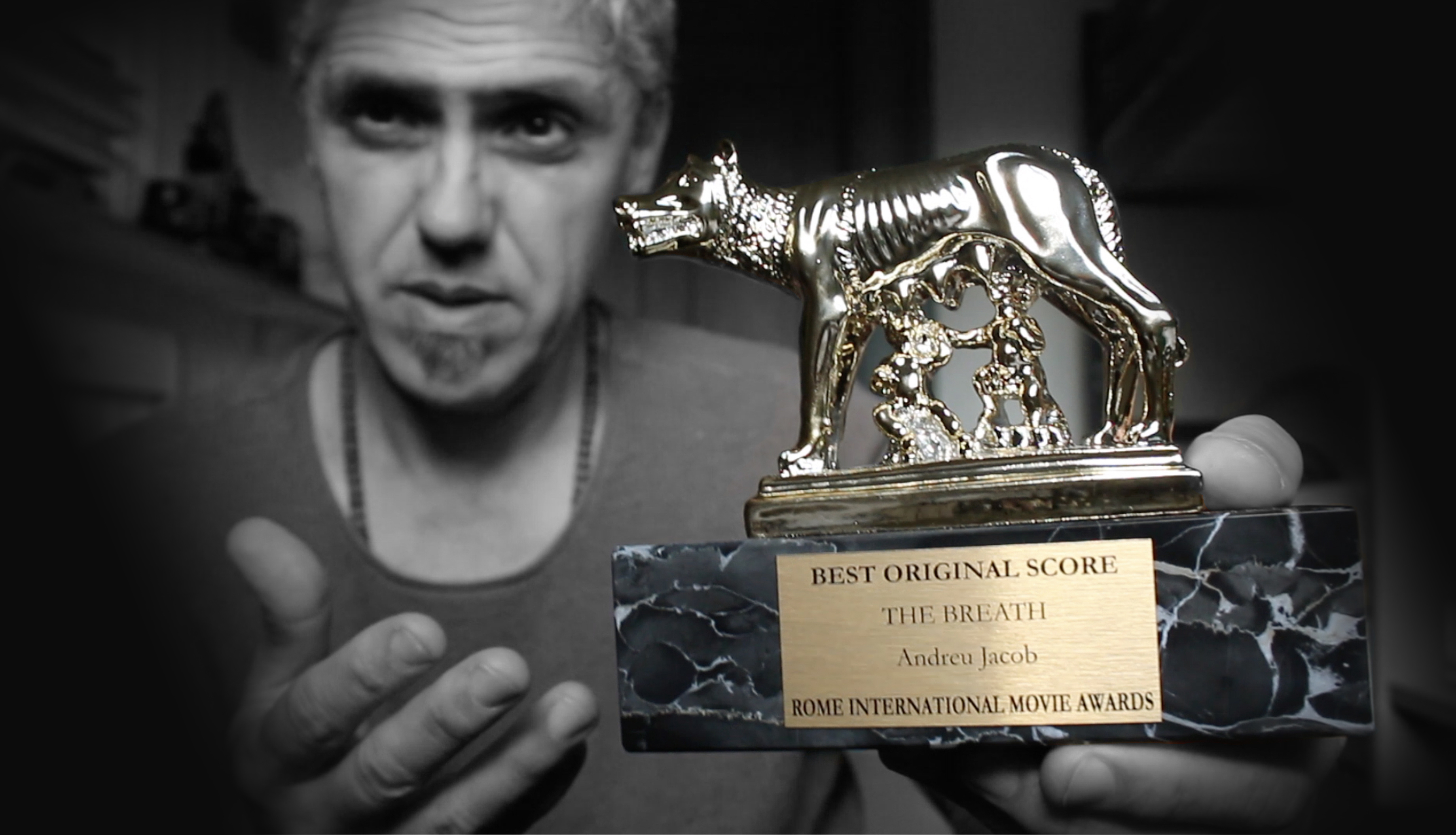
ROME International Movie AWARDS (ITALY)2021 BEST ORIGINAL SCORE Andreu Jacob

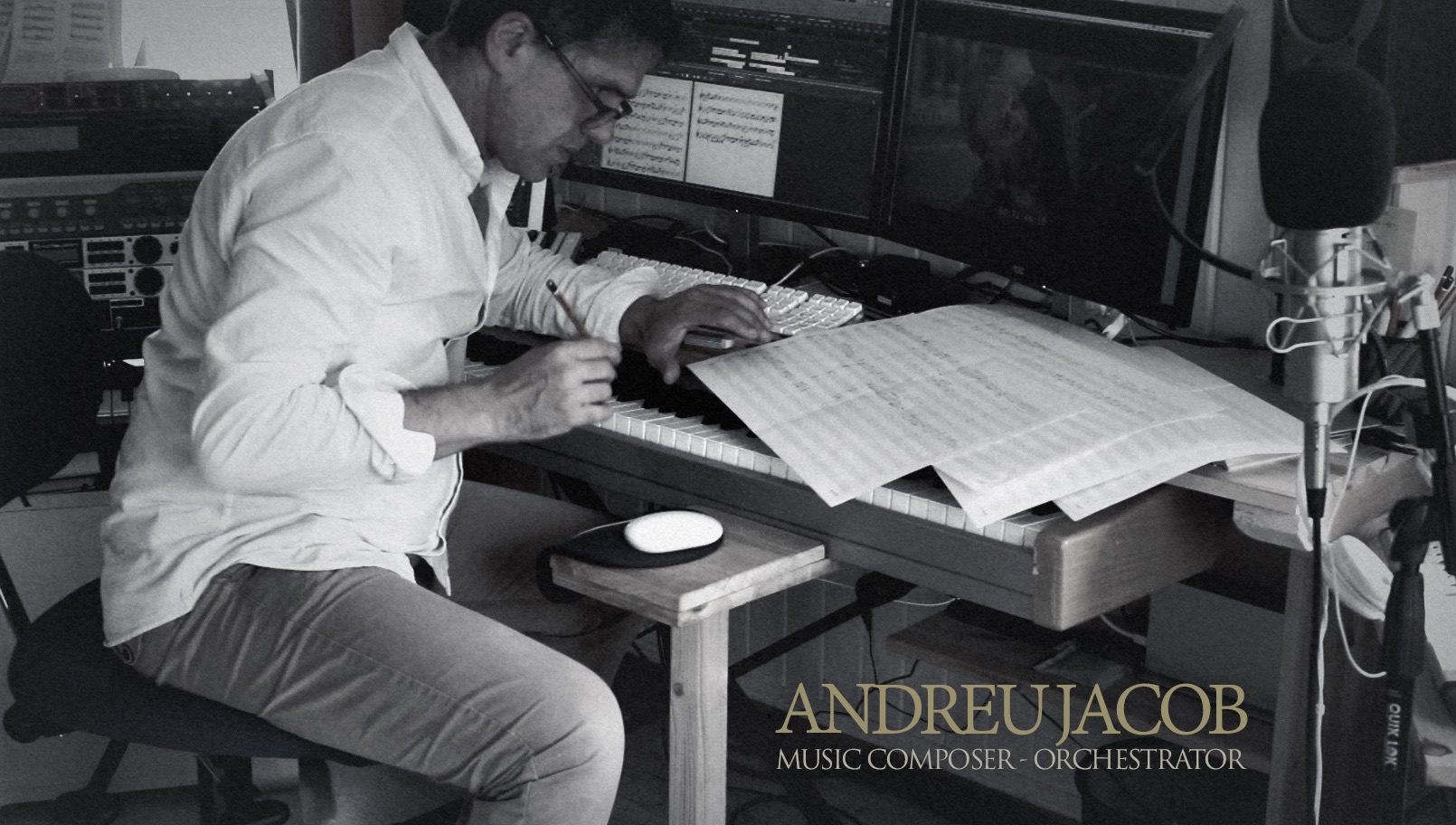
Andreu Jacob working in the soundtrack "The Real Screenplay" Moscow © 2018

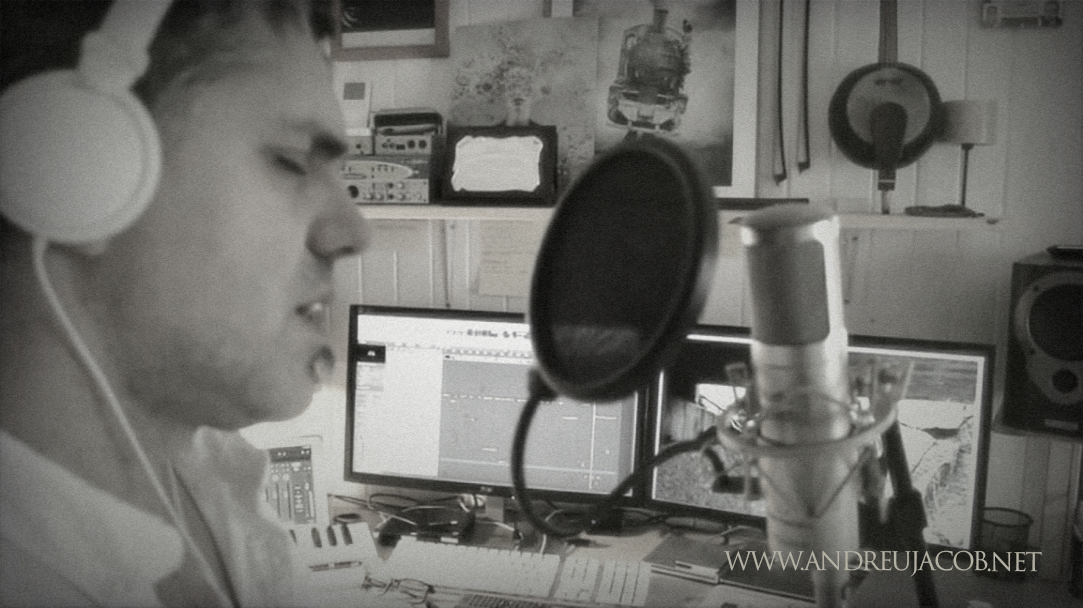
Andreu Jacob working in the soundtrack "SANCTUARY" Sweden & Norway © 2017

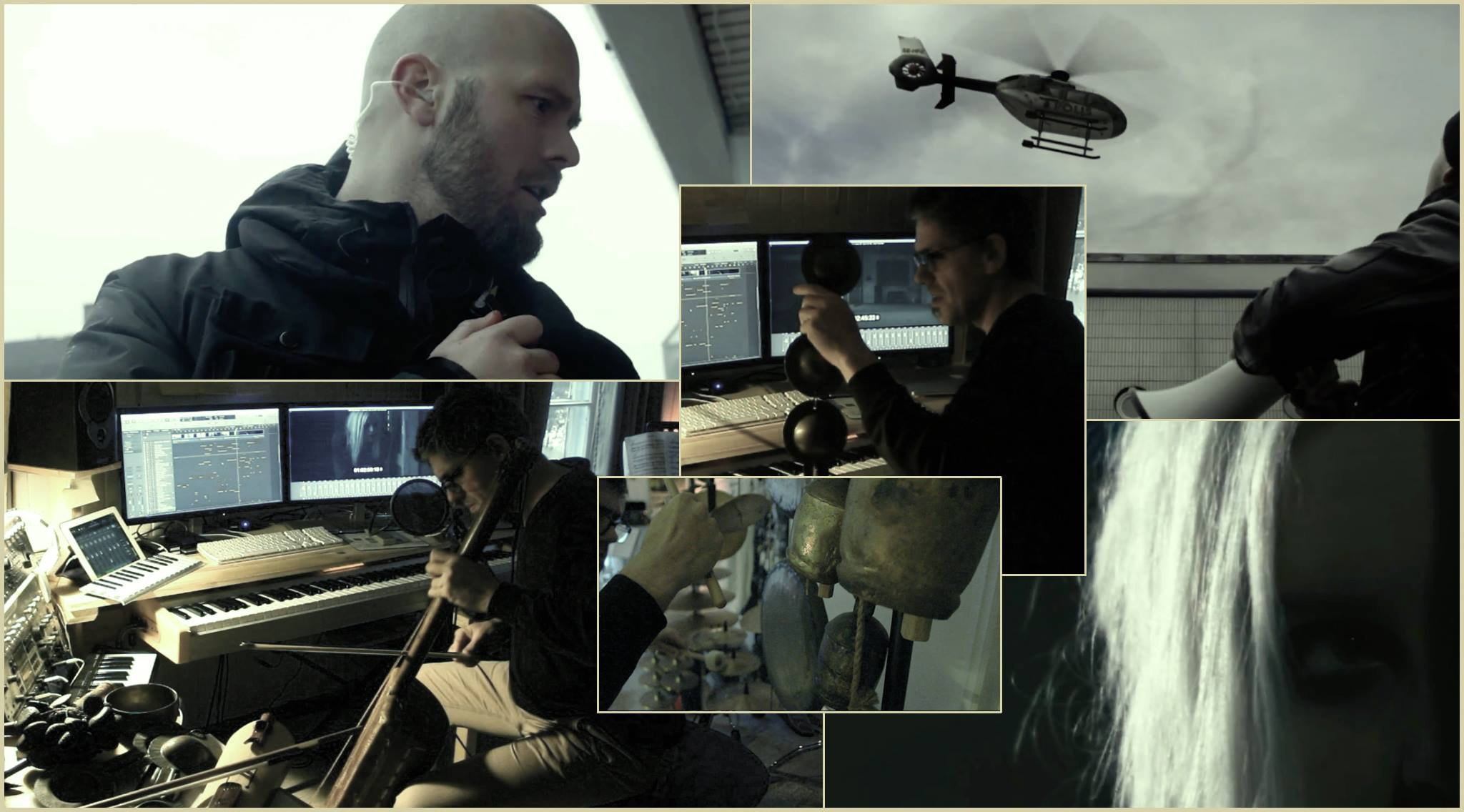
Andreu Jacob working in the soundtrack " BRINN SOM SOLEN " Sweden © 2018

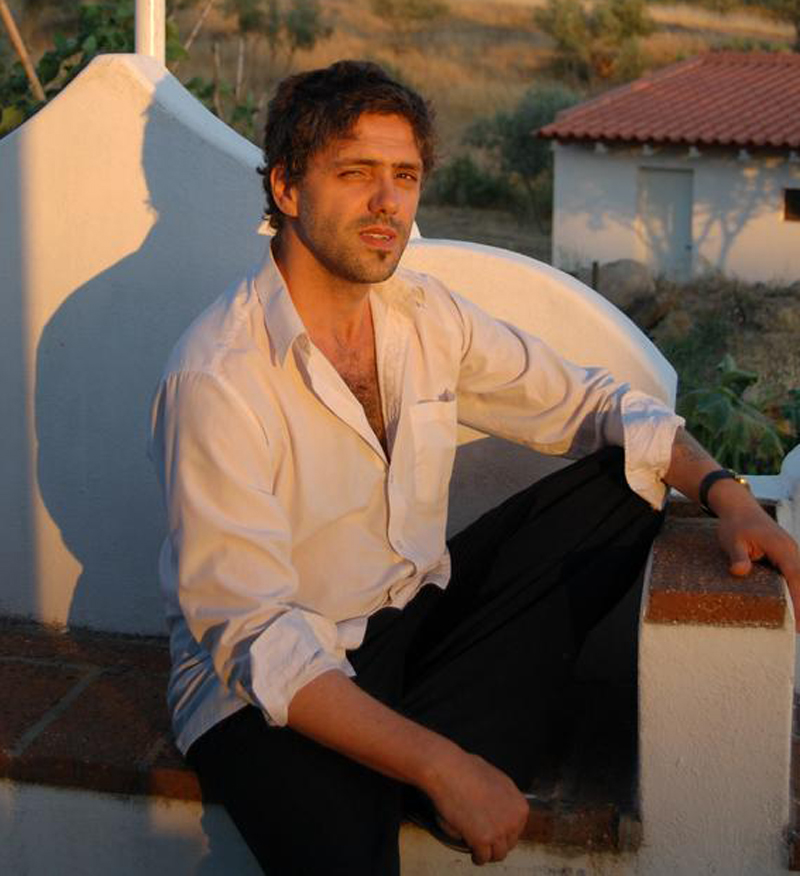
Andreu Jacob in Portugal

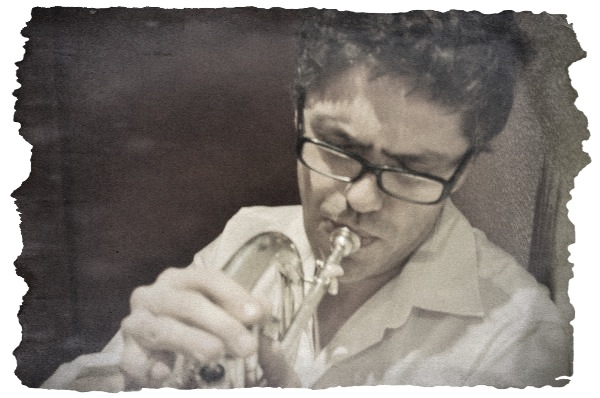
Composer

## Biografía
Andreu Jacob Martínez Foglietti nació en 1971 en Barcelona en Cataluña (España) en el seno de una familia humilde del barrio de El Raval. Fue el menor de los hermanos y ya desde niño mostró un gran interés por la música, a la edad de 9 años comienza sus estudios musicales en el Conservatorio Superior de Música del Liceo en Barcelona. Un año después realiza su primera actuación musical en el Conservatorio Superior de Música del Liceo y con 14 años comienza a colaborar con el guitarrista catalán Max Sunyer. Aprende a tocar algunos instrumentos ( batería, guitarra, trompeta, piano, laúd...) como autodidacta. Estudia y trabaja a nivel particular con Salvador Niebla, que complementará con diferentes becas en "Taller de Músics" y recibiendo clases de diferentes profesorados como Trilok Gurtu y Jeff Ballard. Ganador del concurso de composición celebrado en Madrid por el Círculo de Bellas Artes en su 75-aniversario. Aparte de la música estudia formación profesional en la rama de ebanistería y luego, en Francia acústica arquitectónica.
En 1990, con 19 años de edad, publica su primer trabajo discográfico. Con 23 años participa en un prestigioso festival internacional de jazz en Cracovia, Polonia y también en el de Zamosc.
En el año 1995 a la edad de 24 años, recibe su primer esponsor internacional con la empresa Paiste, acuerdo que finalizará en el año 2007 tras aceptar la propuesta de trabajar con su nuevo esponsor Zildjian. Desde el año 2001, a los 31 años, ya es considerado como uno de los realizadores más prestigiosos y referente en todo tipo de bancos de prueba, artículos y demostraciones para entidades musicales, fabricantes/constructores y revistas, solicitado por las más reconocidas firmas internacionales como: Zildjian, Evans, Tama, Soundart, Casio, PRK Percussions, Music Distribución, Musicmania, Ventamátic, Directworld, Adagio, Native Instruments, Clavia Archivado el 22 de diciembre de 2006 en Wayback Machine.'', Steinberg, Propellerhead, Phantom sound, Microfusa, MI7.
Como líder participa en diferentes festivales de Jazz y seminarios internacionales (Alemania, Inglaterra, Portugal, Polonia, España, Suecia, Noruega). Realiza numerosos conciertos en diferentes ciudades (Nueva York, Berlín, Oporto, Lisboa, Londres, Barcelona, Madrid).
Durante su trayectoria como docente realiza e imparte diferentes Clases magistrales y conferencias  en Conservatorios superiores de música, centros de enseñanza y escuelas de música tanto a nivel nacional como internacional. 
Durante su trayectoria profesional participan y le acompañan en sus grabaciones músicos de gran prestigio internacional como: Chano Domínguez, Miguel Poveda, Guadiana, Max Sunyer, Albert Bover, Salvador Niebla, Jordi Bonell, Alicja Satrurska, The Great Resonance Choral (Polonia), Michael Grossman, Maksim Dedikov, Errol Woiski, Miles Griffith, Santi Arisa, Esther Estrada, Rob Stillman, Choral Zangensemble SLAVA (Holanda), Chema Vilchez, Marina Albero, Juan Gómez "Chicuelo", Conrad Setó, Jordi Rallo, George Soler, Mario Lecaros, Gorka Benitez, Big band " Taller de Músics", Jordi Gaspar, Nacho Romero, Antonio Mesa, Juan de Diego.
También su labor como compositor le lleva a la participación con poetas literarios como: José María Herranz, Luis Antonio de Villena y María Esperanza Párraga entre los más destacados.
En el 2012 se traslada a Suecia para continuar y desarrollar su labor profesional. En el 2013 Andreu Jacob fija su residencia en Noruega y crea la empresaA.Jacob' s NORGE productions
Ha escrito música en proyectos para artistas de diferentes disciplinas artísticas como : Thomas Dodd, Peter Gric, Gottfried Helnwein, Ian Brodie, Laurie Lipton, Lara Zankoul, Peter Coulson, Alex Timmermans, Tommy Ingberg, Brooke Shaden, Bjorn Tore Manuel Emanuelson, Viviana González ...

## Otras actividades
- Profesor de Clase Magistral en el Aula de Música Moderna y Jazz (Aula de Música Moderna i Jazz) del Conservatorio Superior de Música del Liceo en 2004.
- Realiza como artista el Circuit REASONS JAZZ[17] 2005 Generalidad de Cataluña – Departamento de Cultura.
- Realiza conciertos en el apartado de producciones especiales MUM 2005.
- Compositor del 57-th International Astronautical Congress del 2006 bajo la Obra "Expanding the Space[18]
- Participa en el concierto de 104 baterías entrando en "Récord Guinness"[19] por la obra "Fer volar coloms" de Santi Arisa.
- Profesor del Taller de Musics de Barcelona especializado en seminarios y Master Clases desde el 2004 hasta el 2007.
- Profesor de Clase Magistral en el Instituto SAE (Barcelona / Madrid) en los años 2008 y 2010.
- Miembro del jurado del Festival Internacional de Cine de Peterhof en San Petersburgo (Rusia) 2021.
- Miembro del jurado en TNISSFF "The Norwegian Film International Seagull" (Noruega) 2019/2020.
- Miembro del jurado en la 7.ª edición CURTA NEBLINA (Festival de Cine Latinoamericano) São Paulo (Brasil) 2020.

## Premios / Nominaciones
Sand (Noruega) 2021 Instituto de Cine de Noruega
- Selección oficial en CICFF 2021, con posibilidad de opción a los Oscar

"Seyran Ates - Sex Revolution and Islam" (Noruega) 2022 Instituto Noruego de Cinematografía
- Clasificación oficial con posibilidad al Oscar, en la 94 edición de los Premios de la Academia 2022, en la categoría de largometraje documental

Andetaget (Suecia) 2021
- Mejor banda sonora original y mejor drama en "Hollywood Blood Horror Festival" 2021.
- Mejor banda sonora original y mejor drama en "Rome International Movie Awards" 2021 (Italia)
- Mejor compositor, en Venice Shorts "California" (EE. UU.) 2021
- Mejor cortometraje narrativo en los New York Neorrealism Film Awards (Roma) 2021
- Mejor Cortometraje en el Festival de Cine Independiente de Madrás (India) 2021 por la película Andetaget (Suecia).
- Premio al logro excepcional en el Festival Internacional de Cine de Culto de Calcuta 2021, por la película Andetaget (Suecia)

Kunsten å plystre "A Portrait of Thorvald Steen" (Noruega) 2021 Instituto Noruego de Cinematografía
- Mejor documental en el festival de cine Nordic / Docs en Fredrikstad (Noruega) 2021

Syrialism (Noruega) 2020 Instituto de Cine de Noruega
- Mejor cortometraje documental en Halicarnassus Festival Bodrum (Turquía) 2021.

Antikk (Noruega 2020)
- Mejor película más aterradora en el Festival de cine de terror (Utah / EE. UU.) 2020.
- Mejor Cortometraje de Terror en el Festival de Cine de Horror Hound (EE. UU.) 2020.
- Mejor Cortometraje en "Filmquest" 2020.

The great human crime (Suecia 2019)
- Mejor comedia negra en la sexta edición anual de Top Shorts Los Ángeles (EE. UU.) 2020.
- Premio de Honor en "12 Months Film Festival" Rumania 2020.

Lili ser Deg (Suecia 2019)
- Mejor Banda Sonora "The GIMFA" (Gralha International Monthly Film Awards)" 2022.
- Rincón del cortometraje "La selección de cortometrajes en el 71º  Festival de Cine de Cannes".
- Mejor película de suspenso / suspenso en el  Festival de Cine de Toronto 2020.

Innocent Mara (Suecia) 2018
- Mejor Película en el Festival Internacional de Cine FESTIGIOUS en Los Ángeles U.S.A. 2018

Настоящий сценарий "The Real Screenplay" (Rusia) 2018
- Mejor película 2018 "Ленфильма" LenFilm ", San Petersburgo (Rusia)
- Rincón del cortometraje "La selección de cortometrajes en la 70ª edición del Festival de Cannes"

HUMANS (Suecia) 2018
- Mejor Película en "Accolade global Film Competition" (U.S.A.) 2018.
- Mejor película experimental en el  Festival de cine FESTIGIOUS internacional en Los Ángeles (EE. UU.) 2018

Innocent MARA (Suecia) 2018
- Mejor Película en el Festival Internacional de Cine FESTIGIOUS en Los Ángeles (EE. UU.) 2018
- Mejor largometraje narrativo en el Festival Internacional de Cine FESTIGIOUS en Los Ángeles (EE. UU.) 2018

SANTUARIO (Suecia) 2017
- Mejor cortometraje dramático en el Festival Internacional de Cine (Festival de Celebración de Género) SHANGHA (2017)
- Nominación al mejor álbum de fusión por el disco OUTSIDE (2009) en los premios de la música
- Nominación al mejor disco del año por el disco OUTSIDE[20] en los premios de la música.
- Nominación al mejor álbum de fusión por el disco BLOW[21] en los premios de la música.
- Nominación al mejor disco del año por el disco BLOW (2010) en los premios de la música.
- Nominación al mejor técnico de sonido por el disco BLOW[22] en los premios de la música.
- Nominación al mejor álbum de fusión por el disco OJOS DE DIOS (2011) en los premios de la música.
- Nominación al mejor disco del año por el disco OJOS DE DIOS (2011) en los premios de la música.
- Nominación al mejor técnico de sonido por el disco OJOS DE DIOS[23] en los premios de la música.
- Nominación de los premios Jaçz 2009 al mejor disco, por el disco OUTSIDE (2009).
- Nominación en diferentes ocasiones y categorías en los premios MUM[24]
- 22 Special Production Award Generalidad de Cataluña, Departamento de Cultura (Tour Ressons).
- 37 Festival de Jazz de Barcelona prize EthnoSyntheticJazz production.
- Laura está sola, «Ninfa de oro» Festival, Barcelona, 2003
- La memoria de los peces, mejor película 2004 Prague Film Festival

## Su trabajo

### Banda sonora
1. Sand © 2021 (Noruega)
2. Seyran Ates - "Sex Revolution and islam" © 2021 (Noruega) Diseñador de sonido
3. Andetaget © 2021 (Suecia)
4. Era apenas uma cidade © 2021 (Brasil)
5. The castle of baron Finch © 2021 (Estados Unidos)
6. EXUVIA © 2021 (Canadá)
7. The shadows © 2021 (Noruega)
8. Cold Truth © 2021 (Suecia)
9. Syrialism © 2020 (Noruega)
10. Antikk © 2020 (Noruega)
11. Lagos to Oslo © 2020 (Noruega / África)
12. Brinn Som Solen © 2018 (Suecia)
13. THE GREAT HUMAN CRIME © 2019 (Suecia)
14. Wasteland © 2019 (Suecia)
15. Frozen Hell © 2019 (Suecia)
16. Lili ser Dig © 2018 (Suecia)
17. настоящий-сценарий / The Real Screenplay © 2018 (Rusia)
18. Innocent MARA © 2018 (Suecia)
19. Knus meg © 2018 (Noruega) Tráiler
20. Humans © 2017 (Suecia)
21. LOVE © 2018 (Noruega)
22. SANCTUARY © 2017 (Suecia / Noruega)
23. Laura esta sola © 2003 (España)

### Colaboraciones en Banda sonora
1. Laura esta sola de LAUREN FILMS (2003)
2. La memoria de los peces de MANGA FILMS (2004)
3. Glamour sex de COCO FILMS (2003)
4. Private Château de PRIVATE FILMS (2005)
5. El mar no es azul de MANGA FILMS (2005)
6. Arcus de Biart de MANGA FILMS (2004)
7. La entrega de Bert Palmen (2004)
8. Búhos de Plimlico Artworkz (2003)

### Trabajos discográficos propios
1. El Valle de Cabuérniga (1990)
2. The perfume of honey (1997)
3. 6666 (1998)
4. Dragon Dreams Vol. I (2000)
5. Dragon Dreams Vol. II (2000)
6. Digital Loneliness (2001)[25]
7. A.Jacob v.1.0 – Black (2002)
8. A.Jacob v.1.0 –White (2002)
9. The pious sinner (2003)
10. Uelhuxe (2003)
11. Blind passenger to Kamtschka (2004)
12. Home das Bubas Vol. I (2005)
13. Home das Bubas Vol. II (2005)
14. Die enttaeuschung des Hans Castorp (2006)
15. Natural Order (2007)
16. Outside (2008)
17. BLOW (2009)
18. Ojos de Dios (2010)
19. Mlechny put (2011)
20. Manuscritos para Anastasía (2012)
21. Amargo despertar (2012)
22. Ett nytt land utanför mitt fönster (2013)
23. I miss you (2013)
24. My sweet love (2013)
25. Guds Øyne (2014)
26. Manuskripter til Anastasia (2014)
27. KUNST art symbiosis (2015)
28. Ja vi elsker dette landet (2015)
29. Rjukan, Den evige omfavnelse av fjellet (2015)

ACTUALIZACIÓN

### Trabajos colectivos
Ha participado en multitud de grabaciones ya bien sea como compositor, orquestador o arreglísta para un gran número de artistas a nivel internacional
1. Acid by Vanguard School (1995)
2. Resonance by Vanguard School (1995)
3. Boing Boing (2002)
4. Batería Total (1998)
5. Jazz i Noves Músiques de Catalunya 7 (2001)
6. Jazz i Noves Músiques de Catalunya 9 (2003)
7. Jazz i Noves Músiques de Catalunya 10 (2004)
8. JAÇZ N.º 1 (2004)
9. Revista de Jazz 04 (2005)
10. Projet ONE / Maxi Tuning (2003)
11. Razzmatazz 03 (2006)
12. Ukiyohe Behaviour (2003)
13. A los viejos Maestros / El niño de la Chata (2010)
14. Hope / Crystina Maez (2010)
15. Todo en beso / Malena placeres (2008)
16. Eva / gremio afiliado de joyeros (2006)
17. Respiraire / Maite Barrera (2011)

### Sinfonías y música de cámara
1. Sinfonía nr. 24, Solens synfoni (2014)
2. Gumnerside – Kammerkonserte n.º 2 (2014)
3. Sinfonía nr. 23, Rjukan Den evige omfavnelse av fjellet (2013)
4. Expanding the Space - 57th International Austronautical Congress, (2006)
5. Concierto para piano y orquesta n.º 1, op. 36, en Si bemol mayor
6. Concierto para piano y orquesta n.º 2, op. 225, en Do mayor
7. Concierto para piano y orquesta n.º 3, op. 280
8. Missa solemnis, opus 38
9. Symphonic Nr. 8 C- moll op. 65 / Dimitri Schostakowisich
10. Unter Grünen
11. Die Hundekatastrophe
12. El Valle de los Alientos op. 42